# Mañaria
Mañaria è un comune spagnolo di 453 abitanti situato nella comunità autonoma dei Paesi Baschi.